# 山/完全版
山完全版 mountain full edition（やまかんぜんばん）は2013に結成したバンド。今井健太郎と薮内美佐子が音楽を中心にパフォーミングアーツや照明、映像などを援用しつつ文化芸術に限らず社会や個人の活動にコミットメントしていくなかで境界線を曖昧にしながらそれらの出来事に着目し芸術と抵抗をベースにそれ以外の領域に還元できるように様々なゲストを交えて活動している。
主な活動はCounterflows（スコットランド、2022）ヨコハマトリエンナーレ2020　AUGMENTED SITUATION D～回遊する都市の夢～（2025）恵比寿映像祭2024 「月へ行く30の方法」など

## 主なメンバー
- 今井健太郎 音楽/舞台芸術/現代美術など活動領域を曖昧にしながら作品を発表する
- 薮内美佐子 美術家・パフォーマーとしてダムタイプやソロで活動する
- 木内ひとみ 照明家や日本画家として活動している（レーザー担当）
- 伊藤存　刺繍や映像、立体等の幅広いメディアを多用した作品発表を展開する
- 清水美帆　布を主な素材として、美術として舞台の衣装や小道具を制作している
- 松村康平　映画作家として活動している　SUKIMAKI ANIMATIONなど
- 中野裕介　美術作家パラモデルとして活動している

## 活動歴
- 2013年 - 良恩寺（京都）
- 2013年 - 井戸の話
- 2014年 - HAPS（京都）
- 2014年 - 現代地方譚２（須崎）
- 2015年 - 京都精華大学ギャラリーフロール
- 2015年 - 山/完全版のいきいきセンター（京都市立芸術大学ギャラリー@KCUA）
- 2015年 - 高尾小フェス
- 2016年 - 京大西部講堂『物質の色』
- 2017年 - 芦屋市立美術博物館
- 2019年 - 『まちがiだらkeの演奏会』(MORI YU GALLERY)
- 2019年 - BnA Alter Museum
- 2019年 - 英国マンチェスターのレーベルNatural SciencesよりアルバムNo Matter Where You Come From, You Are Not a Stranger Hereをリリース
- 2020年 - 横浜トリエンナーレ オンライン（エピソード05：刷音「SURE INN」）
- 2022年 - Counterflows (glasgow UK)
- 2023年 - RADIO_D5（Schwerin Ger)
- 2024年 - 恵比寿映像祭2024 「月へ行く30の方法」
- 2024年 - Hara-Yama　＠BnA Alter Museum
- 2025年 - AUGMENTED SITUATION D～回遊する都市の夢～ powered by PLATEAU